# Peter Zakowski
Peter Zakowski, né le 13 mai 1966 à Burgbrohl (Rhénanie-Palatinat), est un chef d'entreprise pilote automobile allemand de compétitions essentiellement sur circuits pour monoplaces puis voitures de sport, de type tourisme et essentiellement GT dans son propre pays.

## Biographie
De formation mécanicien, il rentre très tôt dans l'entreprise de son père.
Sa carrière en compétition démarre dès le début des années 1980, avec  l'obtention d'un titre européen de karting en 1982, puis de celui du championnat américain Thunderbird l'année suivante. Il suit alors une formation approfondie chez Cosworth en Angleterre puis chez Ford aux États-Unis, tant technique que commerciale. Il intègre ainsi l'écurie de course US de Jack Roush (en) entre 1984 et 1986, et il participe alors au Championnat de Formule Ford 2000 avant d'intégrer la Formule 3 allemande toujours en 1986 puis de terminer quatrième des F3 Euro Series la saison suivante sur Ralt RT31 avec l'écurie Volkswagen Motorsport. En 1989 et 1990 il engage sa propre voiture en F3 allemande, avec une Reynard type 893 puis 903, et l'année suivante il franchit le pas du DTM (remportant alors la Coupe ITR), tout en ayant accompli quelques courses de Formule 3000 en ce tout début des années 1990.
En 1990 il fonde également la première école allemande pour pilotes de course, basée au Nürburgring (devant son succès, celle-ci devra aménager dans un bâtiment plus vaste en 2008).

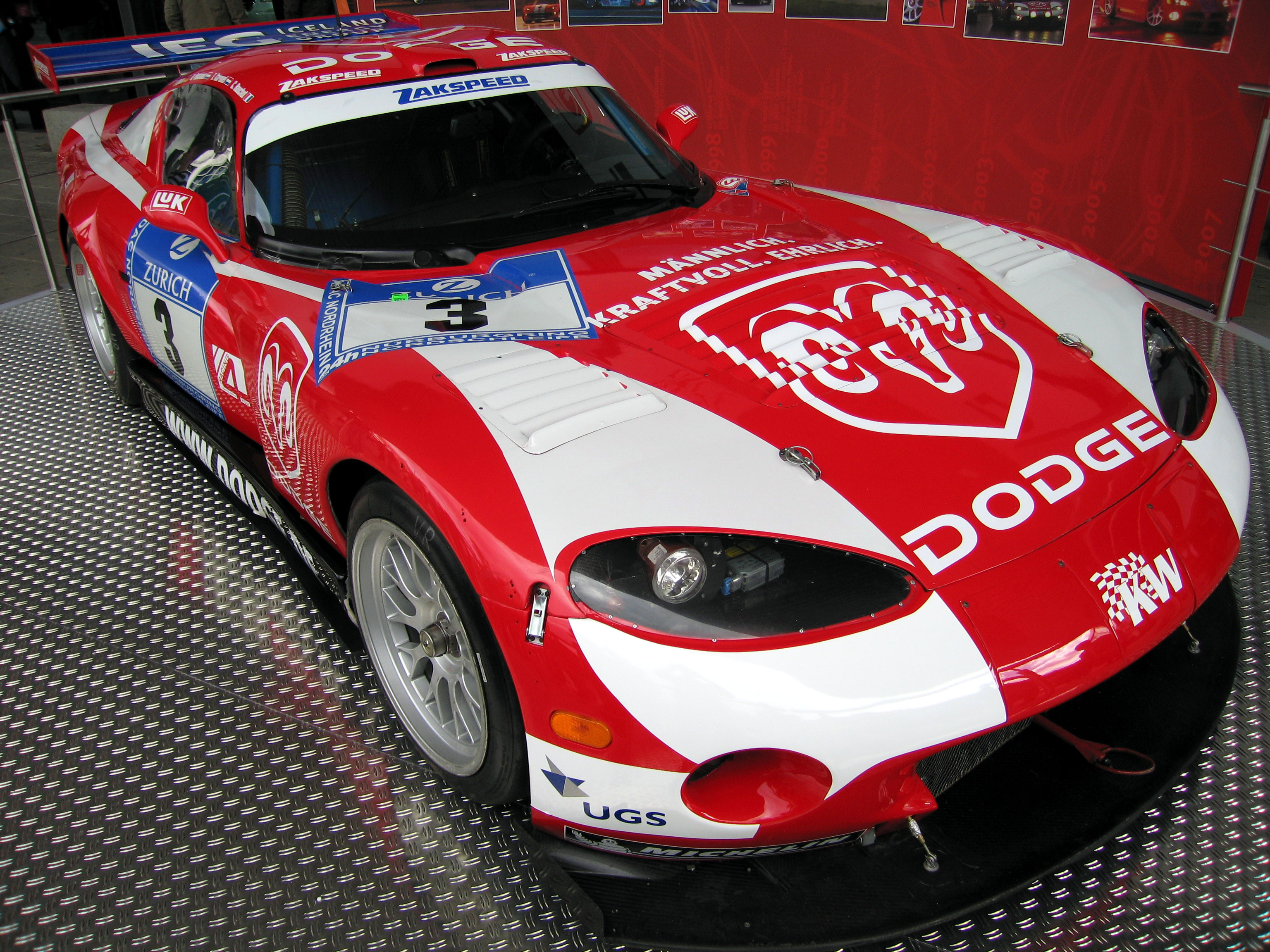
Une Dodge (Chrysler) Viper GTS-R du team Zakspeed, ici en livrée 2007 pour les 24 Heures du Nürburgring.

Il devient champion VLN (Langstreckenmeisterschaft Nürburgring) en 1999 avec Hans-Jürgen Tiemann sur Chrysler Viper GTS-R du team Zakspeed (dès sa première saison, pour un total de 22 victoires dans ce championnat d'endurance GT germanique jusqu'en 2004).  
Il remporte à quatre reprises les 24 Heures du Nürburgring GT Nordschleife, en 1997 (avec une BMW M3, aux côtés notamment de Sabine Reck pour le team Scheid), puis 1999, 2001 et 2002 avec la Viper GTS-R (en gagnant au passage les catégories A7 puis A8 en 2001 puis 2002, côtoyant ainsi Klaus Ludwig, le Belge Marc Duez, Michael Bartels,et le Portugais Pedro Lamy à deux reprises, tous chez Zakspeed). En 2000 il finit deuxième, et en 2005 troisième, de cette même épreuve. En 2003 Zakowski, Lamy et Robert Lechner sont disqualifiés avec leur Viper pour cause de réservoir d'essence non conforme, mais ils réalisent cependant le meilleur temps au tour en course sur le Nürburgring en configuration la plus longue jamais utilisée pour les 24 Heures (près de 26 kilomètres de circuit -à 53 mètres près-).

## Chef d'entreprise
Amené par son père progressivement à une prise de succession entre 1990 et 1991, Peter Zakowski devient définitivement directeur de Zakspeed en 1993, achevant alors le désengagement complet de l'entreprise privée West Zakspeed Racing en Formule 1. La croissance de la société l'amène à créer des départements bien distincts pour les aspects technologiques, sportifs, et les transactions commerciales. Une société autonome appelée Nitec est aussi créée pour les matériaux composites en carbone, revendue à un grand groupe industriel allemand en 2001. Zakspeed s'occupe désormais de construire et de rénover également des voitures historiques.